# 46億年の恋
『46億年の恋』（よんじゅうろくおくねんのこい）は、2006年に制作された日本映画。正木亜都の『少年Aえれじぃ』が原作。
刑務所で出逢った殺人犯2人がお互いに惹かれあっていく様を描く物語。
第56回ベルリン国際映画祭「パノラマ部門」正式出品作品。PG-12指定。

## 出演
- 有吉淳：松田龍平
- 香月史郎：安藤政信
- 雪村：窪塚俊介
- 土屋：渋川清彦
- 勇者：金森穣
- 警部補：遠藤憲一
- 警部：石橋蓮司
- 刑務所の所長：石橋凌

## スタッフ
- 監督：三池崇史
- 製作：関雅彦、八木ヶ谷昭次、高森真士
- 脚本：NAKA雅MURA
- 撮影：金子正人
- 美術：佐々木尚
- 衣装：北村道子
- ビューティー・ディレクター：柘植伊佐夫
- 音楽：遠藤浩二
- 照明：松隈信一
- 配給：エスピーオー